# عائلة الطرابلسي وبن علي

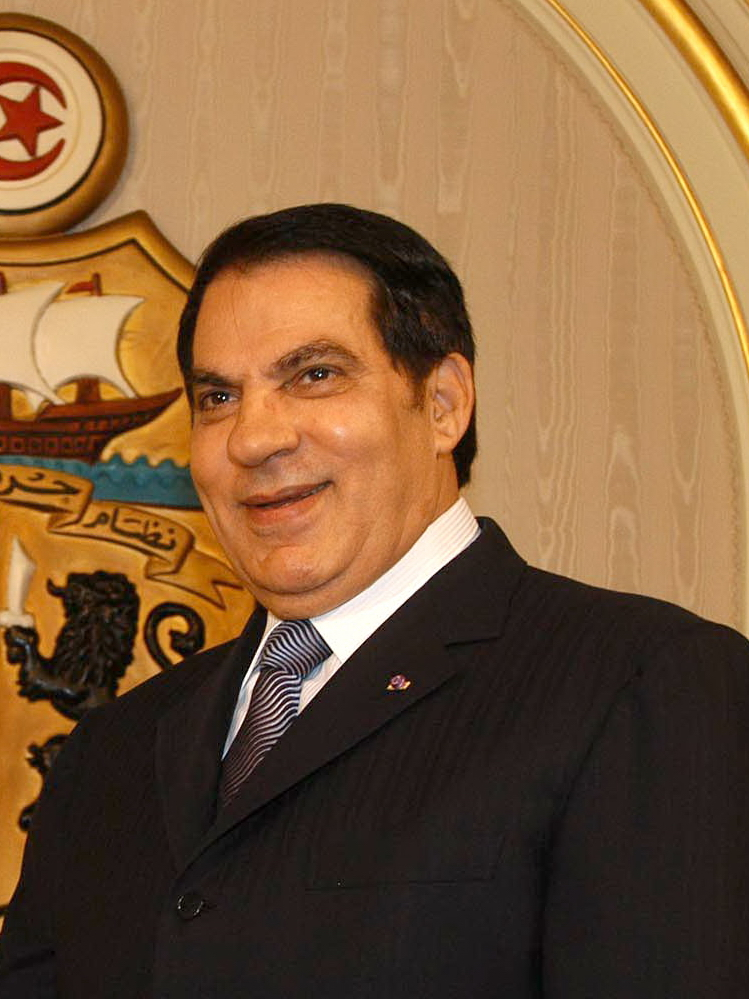
زين العابدين بن علي.

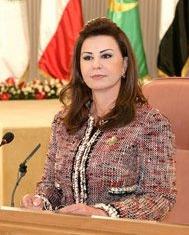
صورة ل "ليلى بن علي".

عائلة الطرابلسي وبن علي هي عائلة ليلى الطرابلسي، زوجة الرئيس السابق للدولة التونسية زين العابدين بن علي وعائلة بن علي، واللتان لعبتا دور العائلة الحاكمة. وكان لهاته العائلتين نفوذ كبير في الأوساط السياسية والاقتصادية.

حتى 15 مايو 2018، بلغت مجموع الأحكام الصادرة في حق بن علي 5 مؤبد و207 سنة سجن و6 أشهر و218 مليون دينار تونسي خطية.

## الأفراد

### الطرابلسي
- ليلى الطرابلسي (1956-)، الزوجة الثانية لزين العابدين بن علي
- بلحسن الطرابلسي (1962-)، شقيق ليلى الطرابلسي
- منصف الطرابلسي (1944-2013)، شقيق ليلى الطرابلسي
- محمد بن منصف الطرابلسي، ابن منصف الطرابلسي، شقيق ليلى الطرابلسي
- مراد الطرابلسي (1955-2020)، شقيق ليلى الطرابلسي
- محمد الناصر الطرابلسي، شقيق ليلى الطرابلسي
- عماد الطرابلسي (1974-)، ابن محمد الناصر، شقيق ليلى الطرابلسي
- سيف الطرابلسي، ابن محمد الناصر، شقيق ليلى الطرابلسي
- معز الطرابلسي، ابن منصف الطرابلسي، شقيق ليلى الطرابلسي
- حسام الطرابلسي، ابن أخ ليلى الطرابلسي

### بن علي
- زين العابدين بن علي (1936-2019)، رئيس الجمهورية التونسية بين 1987 و2011
  - غزوة بن علي (1963-)، ابنة بن علي ونعيمة الكافي
  - درصاف بن علي (1965-)، ابنة بن علي ونعيمة الكافي
  - سيرين بن علي (1971-)، ابنة بن علي ونعيمة الكافي
  - نسرين بن علي (1987-)، ابنة بن علي وليلى الطرابلسي
  - حليمة بن علي (1992-)، ابنة بن علي وليلى الطرابلسي
  - محمد زين العابدين بن علي (2005-)، ابن بن علي وليلى الطرابلسي
- صلاح الدين بن علي (1938-2016)، شقيق بن علي
  - قيس بن علي، ابن صلاح الدين، وابن أخ بن علي
- المنصف حبيب بن علي (1941-1996)، شقيق بن علي
  - سفيان بن علي (1974-2018)، ابن الحبيب، وابن أخ بن علي
- حياة بن علي (1952)، شقيقة بن علي
- نجاة بن علي (1956-)، شقيقة بن علي
- التيجاني بن علي (؟-2009)، شقيق بن علي
- نعيمة بن علي (؟-2011)، شقيقة بن علي

### أقارب
- الهادي الجيلاني (1948-)، حمو بلحسن الطرابلسي، أي أبو زوجته.
- سليم شيبوب (1959-)، زوج درصاف بن علي.
- سليم زروق (1960-)، زوج غزوة بن علي.
- مروان المبروك (1972-)، زوج سيرين بن علي.
- محمد صخر الماطري (1981-)، زوج نسرين بن علي.
- منصف الماطري (1934-)، أبو محمد صخر الماطري.
- المهدي بن قايد (1988-)، خطيب حليمة بن علي.
- نعيمة الكافي، الزوجة الأولى لزين العابدين بن علي.

## التتبعات القضائية والمحاكمات
ملاحظة: هذه القائمة لا تحتوي على جميع المتهمين المتصلين بالعائلة.
| المتهم              | الاتهامات | الأحكام | التاريخ | مجموع الأحكام                                                                             | التوقيف                      | الخروج من السجن  | ملاحظات                                               | المصادر |
| ------------------- | --- | --- | --- | ----------------------------------------------------------------------------------------- | ---------------------------- | ---------------- | ----------------------------------------------------- | --- |
| زين العابدين بن علي | القتل العمد، مؤامرة على أمن الدولة، إساءة استخدام السلطة، تعذيب، استخدام وتهريب المخدرات، إختلاس أموال، إستغلال أراضي، تفريط في أملاك الدولة، إضرار بالإدارة                                                                                     | مذكرة توقيف دولية 35 سنة سجن، 91 مليون دينار خطية 15سنة و6 أشهر سجن و106 ألف دينار خطية 16 سنة سجن و97 مليون دينار خطية 5 سنوات سجن السجن المؤبد 20 سنة سجن السجن المؤبد 20 سنة سجن السجن المؤبد 6 سنوات سجن 5 سنوات سجن و3 مليون دينار خطية 10 سنوات سجن و14 مليون دينار خطية 10 سنوات سجن و9.4 مليون دينار خطية 10 سنوات سجن 10 سنوات سجن و820 ألف دينار خطية 8 سنوات سجن و1 مليون دينار خطية 6 سنوات سجن 4 سنوات سجن 5 سنوات سجن 10 سنوات سجن و5 مليون دينار خطية السجن المؤبد | 26 يناير 2011 20 يونيو 2011 4 يوليو 2011 28 يوليو 2011 29 نوفمبر 2011 13 يونيو 2012 13 يونيو 2012 19 يوليو 2012 26 مارس 2013 30 أبريل 2013 12 مايو 2014 22 أبريل 2015 4 يونيو 2015 23 يونيو 2015 10 نوفمبر 2015 18 مارس 2016 7 فبراير 2017 24 فبراير 2017 3 مارس 2017 21 مارس 2017 17 مايو 2017 29 مايو 2017 20 ديسمبر 2017 23 أبريل 2018 15 مايو 2018 | مذكرة توقيف دولية 5 أحكام للسجن المؤبد 207 سنة سجن و6 أشهر 218 مليون و329 ألف دينار تونسي | -                            | -                | توفي في المنفى                                        | [ 1 ] [ 2 ] [ 3 ] [ 4 ] [ 5 ] [ 6 ] [ 7 ] [ 8 ] [ 9 ] [ 10 ] [ 11 ] [ 12 ] [ 13 ] [ 14 ] [ 15 ] [ 16 ] [ 17 ] [ 18 ] [ 19 ] [ 20 ] [ 21 ] [ 22 ] [ 23 ] [ 24 ] [ 25 ] |
| ليلى بن علي         | إختلاس وسوء تصرف في الأموال، تواطؤ وحيازة غير مشروعة للعملات الأجنبية | مذكرة توقيف دولية وأخرى من الأنتربول 35 سنة سجن و45 مليون يورو خطيةc 6 سنوات سجن 10 سنوات سجن و820 ألف دينار خطية 4 سنوات سجن | 26 يناير 2011 20 يونيو 2011 12 أغسطس 2011 7 فبراير 2017 17 مايو 2017 | مذكرة توقيف دولية 55 سنة سجن 45 مليون يورو و820 ألف دينار                                 | -                            | -                | في المنفى                                             | [ 1 ] [ 2 ] [ 17 ] [ 21 ] [ 26 ] [ 27 ] |
| بلحسن الطرابلسي     | مصادرة العملة الأجنبية والدينار التونسي وكميات كبيرة من المعادن الثمينة دون إذن من البنك المركزي، الإستيلاء على آثار وطنية | مذكرة توقيف دولية مذكرة توقيف من الأنتربول 15 سنة و2 أشهر سجن 1 سنة و9 أشهر سجن و500 15 دينار خطية 10 سنوات سجن و9.4 مليون دينار خطية | 26 يناير 2011 27 يناير 2011 28 سبتمبر 2011 7 ديسمبر 2011 10 نوفمبر 2015 | مذكرة توقيف دولية مذكرة توقيف من الأنتربول 26 سنة و11 شهر سجن 9 مليون و15 ألف دينار تونسي | -                            | -                | في المنفى                                             | [ 1 ] [ 15 ] [ 28 ] [ 29 ] |
| عماد الطرابلسي      | الحيازة غير المشروعة لممتلكات وعقارات، النقل الغير المشروع للعملة إلى الخارج، تعاطي المخدرات، محاولة هروب وحيازة عملة غير قانونية، الامتلاك والاتجار غير المشروع للآثار الوطنية، استغلال موظف، شيكات بدون رصيد (ثمثل حوالي 90% من مجموع الأحكام) | توقيف 2 سنوات سجن و000 2 دينار خطية مضاعفة الحكم السابق ل4 سنوات و000 3 دينار خطية 2 سنوات سجن 15 سنة سجن و000 150 دينار خطية 18 سنة وشهرين و000 180 دينار خطية 1 سنة سجن و000 500 دينار خطية 7 سنوات و6 أشهر سجن 20 سنة و8 أشهر سجن 40 سنة سجن 6 سنوات سجن 5 سنوات سجن و3 مليون دينار خطية 11 سنوات سجن | 14 يناير 2011 7 مايو 2011 25 يونيو 2011 12 أغسطس 2011 14 أكتوبر 2011 25 نوفمبر 2011 31 ديسمبر 2011 26 مارس 2012 13 يوليو 2012 13 يوليو 2012 22 أبريل 2015 4 يونيو 2015 4 مارس 2017 | 130 سنة و2 أشهر سجن 000 833 3 دينار تونسي                                                 | 14 يناير 2011                | الأن             |                                                       | [ 12 ] [ 13 ] [ 19 ] [ 26 ] [ 27 ] [ 30 ] [ 31 ] [ 32 ] [ 33 ] [ 34 ] [ 35 ] [ 36 ]                                                                                   |
| منصف الطرابلسي      | تورط في قضايا احتيال وإساءة استخدام السلطة | توقيف 1 سنة و6 أشهر سجن | يناير 2011 12 أغسطس 2011 | 1 سنة و6 أشهر سجن                                                                         | يناير 2011                   | 5 أبريل 2013     | توفي في السجن                                         | [ 26 ] [ 27 ] |
| مراد الطرابلسي      | تورط في قضايا احتيال | توقيف 10 سنوات سجن | يناير 2011 23 أبريل 2012 | 10 سنوات سجن                                                                              | يناير 2011                   | الأن             |                                                       | [ 37 ] |
| معز الطرابلسي       | محاولة الهروب وامتلاك غير مشروع لأموال أجنبية، فساد، تبييض أموال | مذكرة توقيف دولية 6 سنوات سجن | يناير 2011 12 أغسطس 2011 | مذكرة توقيف دولية 6 سنوات سجن                                                             | 6 أكتوبر 2011                | الآن             | تم توقيفه في العاصمة الايطالية روما من قبل الأنتربول. | [ 38 ] |
| حسام الطرابلسي      | - | توقيف 1 سنة سجن | يناير 2011 29 أغسطس 2011 | توقيف 1 سنة سجن                                                                           | يناير 2011                   | 18 أكتوبر 2014   |                                                       | [ 39 ] [ 40 ] |
| فهمي الطرابلسي      | إحتيال | 5 سنوات سجن و56 ألف دينار خطية | 20 نوفمبر 2015 | 5 سنوات سجن و56 ألف دينار خطية                                                            | -                            | -                | في حالة فرار.                                         | [ 41 ] |
| نسرين بن علي        | إستحواذ على أراضي غير قانونية، فساد، إستهلاك مخدرات | 8 سنوات سجن و50 مليون دينار خطية 2 سنوات سجن و000 2 دينار | 28 يوليو 2011 1 أكتوبر 2011 | 10 سنوات سجن 50 مليون و2 ألف دينار تونسي                                                  | -                            | -                | في المنفى                                             | [ 4 ] [ 42 ] |
| سيرين بن علي        | غسيل أموال | تحجير سفر | 2011 | تحجير سفر                                                                                 |                              |                  | رفع عنها تحجير السفر في 26 فبراير 2015                | [ 43 ] |
| درصاف بن علي        | استحواذ على آراضي عسكرية | تحجير سفر 2 سنوات سجن | 2011 18 أبريل 2018 | تحجير سفر 2 سنوات سجن                                                                     | 18 أبريل 2018                |                  | رفع عنها تحجير السفر في 1 نوفمبر 2016                 | [ 44 ] [ 45 ] |
| قيس بن علي          | فساد، سرقة، إحتيال، تزييف أموال | توقيف 1 سنة سجن | 14 مارس 2012 12 يناير 2015 | 1 سنة سجن                                                                                 | 14 مارس 2012                 | 19 يناير 2016    |                                                       | [ 46 ] [ 47 ] [ 48 ] |
| سفيان بن علي        | فساد، شيكات بدون رصيد، إستهلاك مخدرات | توقيف 15 سنة سجن 2 سنوات سجن و000 2 دينار خطية 1 سنة و4 أشهر سجن تخفيض حكم 28 يوليو 2011 إلى 1 سنة سجن و000 1 دينار خطية 8 أشهر سجن | يناير 2011 22 يونيو 2011 28 يوليو 2011 12 أغسطس 2011 22 سبتمبر 2011 28 أكتوبر 2011 | 19 سنة سجن 000 2 دينار تونسي                                                              | يناير 2011                   | 23 فبراير 2018   | توفي في السجن                                         | [ 26 ] [ 27 ] [ 50 ] [ 51 ] [ 52 ] |
| سليم شيبوب          | حيازة سلاح بدون رخصة، غسل أموال وفساد | مذكرة توقيف دولية مذكرة توقيف من الأنتربول 5 سنوات سجن التخفيف في الحكم السابق من 5 سنوات إلى 6 أشهر سجن 4 أشهر سجن | يناير 2011 يناير 2011 6 مارس 2012 19 نوفمبر 2014 29 سبتمبر 2015 | مذكرة توقيف دولية مذكرة توقيف من الأنتربول 5 سنوات سجن في البداية ثم 10 أشهر              | 18 نوفمبر 2014               | 12 يناير 2016    | كان في المنفى ثم عاد بملئ إرادته                      | [ 53 ] [ 54 ] [ 55 ] [ 56 ] |
| محمد صخر الماطري    | تواطؤ وحيازة غير مشروعة للعملات الأجنبية، استهلاك وحيازة مخدرات، غسل أموال وتزوير وثائق، تفريط في أملاك الدولة، إضرار بالإدارة | مذكرة توقيف دولية 16 سنة سجن و91 مليون دينار خطية 4 سنوات سجن 2 سنوات سجن و000 2 دينار خطية 15 سنة سجن 10 سنوات سجن و14 مليون دينار خطية 6 سنوات سجن و1 مليون دينار خطية | يناير 2011 28 يوليو 2011 12 أغسطس 2011 3 أكتوبر 2011 29 فبراير 2012 23 يونيو 2015 24 فبراير 2017 | مذكرة توقيف دولية 53 سنة سجن 106 مليون و2 ألآف دينار تونسي                                | -                            | -                | في المنفى                                             | [ 1 ] [ 4 ] [ 14 ] [ 18 ] [ 26 ] [ 27 ] [ 57 ] [ 58 ] |
| منصف الماطري        | استفادة من بيع أراضي من الدولة، تزوير وغسل أموال | مذكرة توقيف دولية 8 سنوات سجن و31 مليون دينار خطية 5 سنوات سجن و000 975 ألف دينار خطية | 26 أغسطس 2011 7 فبراير 2012 29 فبراير 2012 | مذكرة توقيف دولية 13 سنة سجن 31 مليون و975 ألف دينار تونسي                                | -                            | -                | في المنفى                                             | [ 58 ] [ 59 ] [ 60 ] |
| مروان المبروك       | فساد | تحجير سفر | 2011 | تحجير سفر                                                                                 |                              |                  | ورفع عنه تحجير السفر في 14 فبراير 2014                | [ 61 ] |
| عبد الوهاب عبد الله | - | إقامة جبرية توقيف | 18 يناير 2011 12 مارس 2011 | إقامة جبرية توقيف                                                                         | 12 مارس 2011                 | 12 يوليو 2013    |                                                       | [ 62 ] [ 63 ] |
| محمد الغرياني       | إساءة استخدام السلطة والإختلاس في إدارة التجمع الدستوري الديمقراطي | توقيف | 11 أبريل 2011 | حتى بعد الخروج من السجن: تحجير السفر عدم الظهور في الأماكن العامة                         | 11 أبريل 2011                | 10 يوليو 2013    |                                                       | [ 64 ] [ 65 ] |
| عبد الله القلال     | إساءة استخدام السلطة والإختلاس في إدارة التجمع الدستوري الديمقراطي | إقامة جبرية توقيف 4 سنوات سجن تم التخفيض ل2 سنوات | 23 يناير 2011 12 مارس 2011 29 نوفمبر 2011 7 أبريل 2012 | إقامة جبرية توقيف 2 سنوات سجن                                                             | 12 مارس 2011                 | 10 يوليو 2013    |                                                       | [ 5 ] [ 62 ] [ 66 ] [ 67 ] |
| عبد العزيز بن ضياء  | إساءة استخدام السلطة والإختلاس في إدارة التجمع الدستوري الديمقراطي | إقامة جبرية توقيف | 23 يناير 2011 12 مارس 2011 | إقامة جبرية توقيف                                                                         | 12 مارس 2011                 | 20 فبراير 2014   |                                                       | [ 62 ] [ 68 ] |
| رفيق بالحاج قاسم    | المشاركة في قمع الاحتجاجات في الثورة، قتل وجرح محتجين، القتل العمد والشروع في القتل | توقيف وإقامة جبرية 15 سنة سجن 10 سنة سجن تخفيض الحكم الأول من 15 إلى 3 سنوات 2 سنوات سجن و56 ألف دينار خطية | 1 فبراير 2011 19 يوليو 2012 30 أبريل 2013 12 أبريل 2014 20 نوفمبر 2015 | توقيف وإقامة جبرية 15 سنة سجن و56 ألف دينار خطية                                          | 1 فبراير 2011 20 نوفمبر 2015 | 8 مايو 2014 الأن |                                                       | [ 8 ] [ 10 ] [ 69 ] [ 70 ] [ 71 ] |
| رضا قريرة           | الإضرار بالإدارة، مخالفة التراتيب القانونية، تفريط في أملاك الدولة | توقيف 5 سنوات سجن و3 مليون دينار خطية 10 سنوات سجن و14 مليون دينار خطية 8 سنوات سجن و1 مليون دينار خطية 6 سنوات سجن 4 سنوات سجن 36 سنة سجن و36 مليون دينار خطية | 20 سبتمبر 2011 4 يونيو 2015 23 يونيو 2015 24 فبراير 2017 12 مايو 2017 29 مايو 2017 10 مايو 2018 | توقيف 69 سنة سجن و54 مليون دينار خطية                                                     | 20 سبتمبر 2011 4 يونيو 2015  | 4 مارس 2014 الآن |                                                       | [ 13 ] [ 14 ] [ 18 ] [ 22 ] [ 72 ] [ 73 ] [ 74 ] |
| علي السرياطي        | تواطؤ على هروب الرئيس بن علي، المشاركة في قتل المحتجين، مؤامرة على أمن الدولة، أعمال عدوانية، التحريض على التسليح | توقيف 20 سنة سجن التخفيف في الحكم السابق من 20 إلى 3 سنوات | 14 يناير 2011 19 يوليو 2012 12 أبريل 2014 | 20 سنة في البداية ثم 3 سنوات                                                              | 14 يناير 2011                | 17 مايو 2014     |                                                       | [ 8 ] [ 69 ] [ 75 ] |

## مقالات ذات صلة
- الثورة التونسية.
- الانتقال الديمقراطي في تونس.